# Victims of a Bombraid
Victims of a Bombraid, EP av kängpunkbandet Anti Cimex, släpptes mars 1984 på Malign Massacre. Har släppts på nytt av bland annat Hardcore Horror Records och Distortion Records (då tillsammans med Raped ass).

## Låtarna på albumet
1. "Desperate Hours"
2. "Game of the Arseholes"
3. "Victims of a Bombraid"
4. "Set Me Free"